# 花園池塘

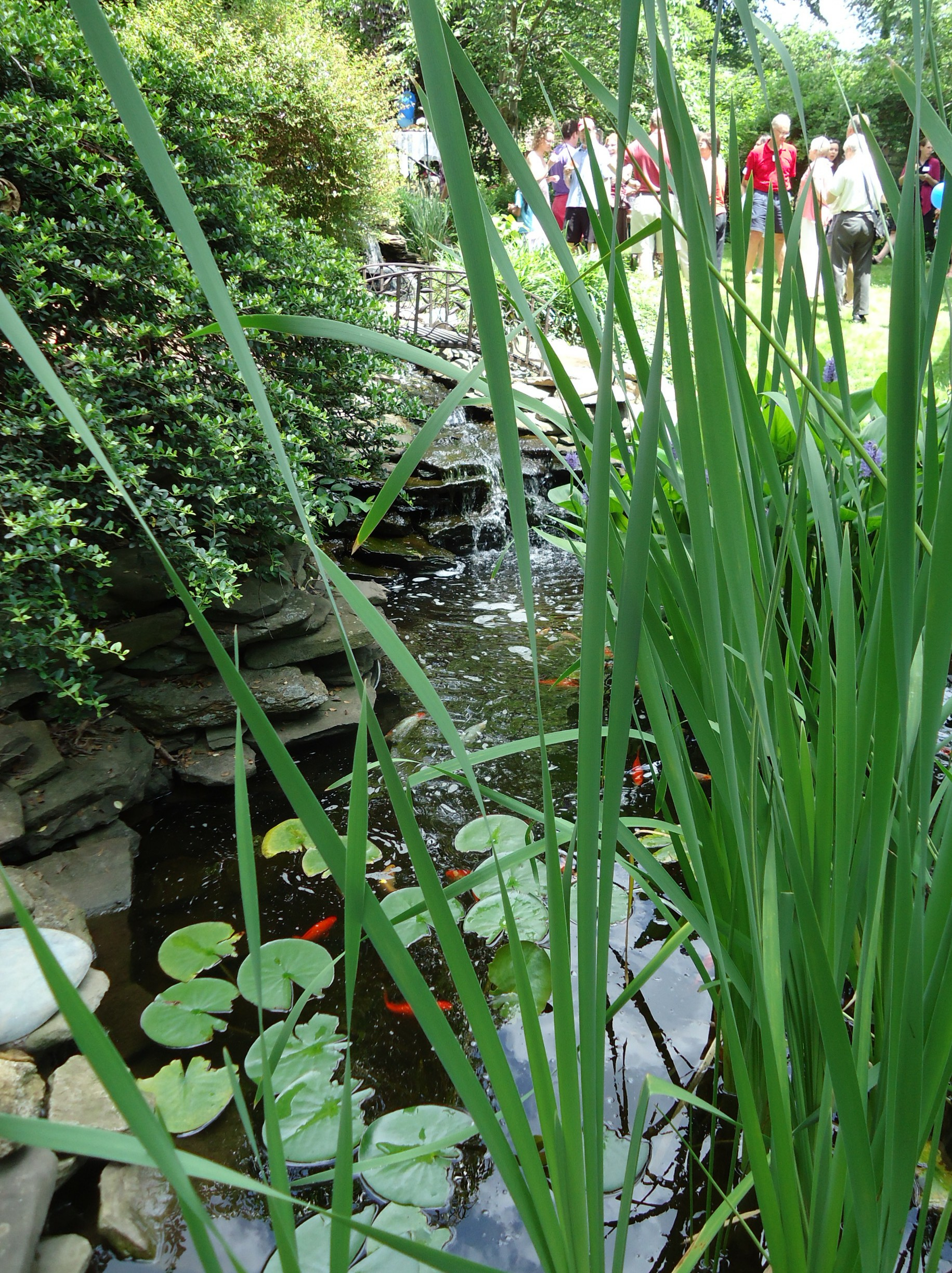
花園池塘

花園池塘是在花園或設計景觀中建造的池塘或其它小型水体，是水庭园的主要组成部分，通常目的是用於景观设计或为野生動物（比如蛙类、龟类、水鸟和各种昆虫）提供棲息地。一些花园池塘内还会人工饲养或放养一些淡水观赏鱼、淡水甲壳动物（比如匙指虾、淡水龙虾和淡水蟹）和软体动物（淡水螺和淡水两扇贝），使其变成鱼塘。

## 棲息地

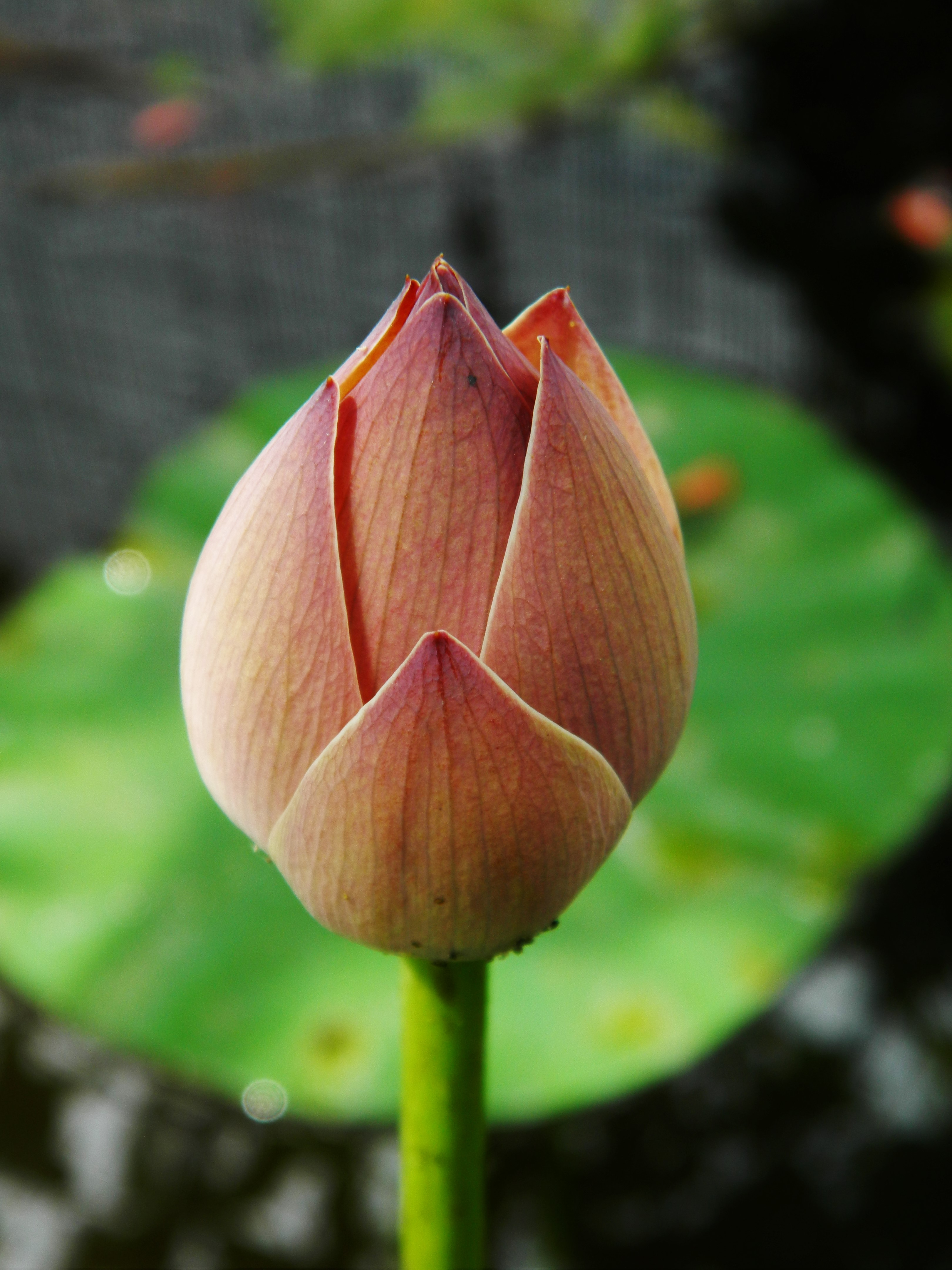
蓮花的芽，一種常見的水生植物。

花園池塘可以成為優秀的野生動物棲息地，可以為保護淡水野生動物做出貢獻。無脊椎動物如蜻蜓、豆娘和水甲蟲，兩棲動物可以快速定居新池塘。 花園池塘所有者有可能對花園池塘複製的小型水體的生態進行許多原始和有價值的觀察。
花園池塘也會造成問題。特別是，花園池塘可以成為入侵物種非本地植物傳播的途徑。

## 條件

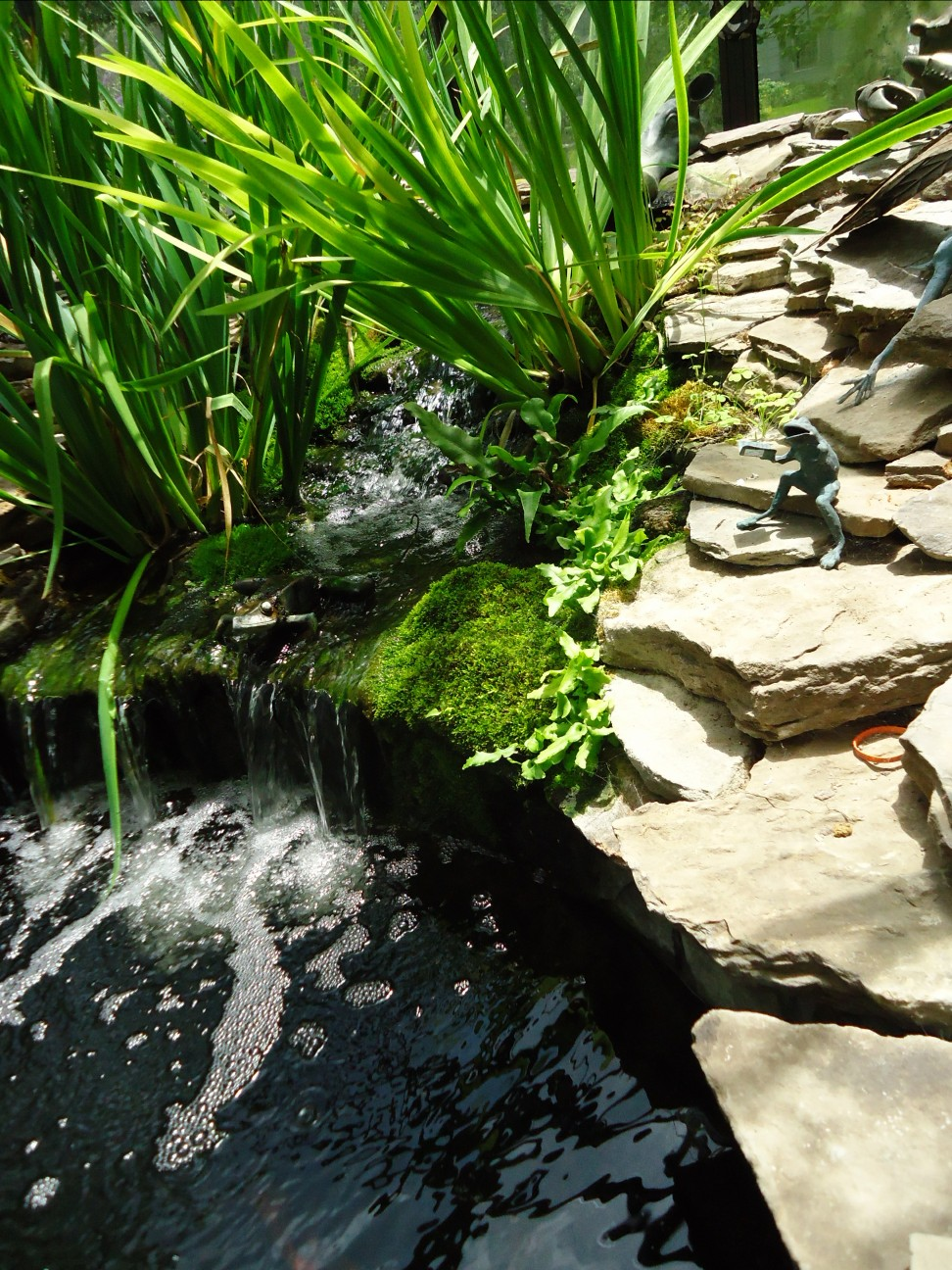
這個花園池塘有兩個池塘，由一個一英尺高的瀑布隔開; 通常，上部池塘中的魚較小，下部池塘中的魚較大。

池塘可以通過自然過程或人來創造; 然而，地下洞穴的起源對池塘中的野生動物種類幾乎沒有影響。更為重要的是池塘是否被污染或清潔，與其他濕地的距離和深度，特別是它是否會不時變乾以及有多少魚（如果有的話）。
當然，池塘的物理和化學條件每天，甚至白天，其他淡水，如河流，變化更大。人們經常在花園池塘中安裝泵來對抗這些自然傾向，特別是為了維持更高水平的溶解氧，儘管這對野生動物來說可能不是必需的，但將魚放在小池塘中可能是必不可少的。對於添加了污染營養豐富的自來水的池塘，可以使用過濾器來減少藻類的豐度。

## 供水和損失
花園外的池塘由四個主要水源供水：雨水，流入（泉水和溪流，地表徑流）和地下水。池塘的野生動物價值受這些水源未受污染的程度的影響很大。除了較大的農村花園外，花園池塘通常不會由流入物或地下水供給。通常池塘將由自來水，雨水和地表徑流的組合填充-並且輸給蒸發。花園池塘通常充滿自來水，自來水可能含有高水平的營養物質，在填充時會污染池塘。為了維持池塘中的“生態平衡”而進行的化學池塘處理並不總是進行測試以評估它們的效果，儘管有些可能會產生有益效果（例如，在被磷污染的池塘中加入白堊可能會從水中沉澱出營養物質並阻止它從 被藻類吸收）。
在缺乏天然粘土的土壤中，襯裡會阻止排水和滲透的額外水分流失。 池塘襯裡是PVC或EPDM箔，放置在池塘土壤和水之間。 襯裡也可以用泥水粘土製成，自由排水土壤上的池塘甚至可以自我密封，細小的沉積物衝入池塘。

### 季節性池塘
人們可以製作一個花園池塘/錦鯉池塘，其大小通常在150加侖到大約10,000加侖之間。但是，如果蒸發量超過加入的水量，池塘可能會在夏季變乾。這在生物學上是無害的，因為許多淡水植物和動物（可能是所有物種的一半）很好地適應了乾旱時期，並且全世界所謂的“臨時池塘”（通常每年干燥一次的池塘）是重要的自然棲息地類型。然而，在花園裡，一個在夏天干涸的池塘可能會讓業主感到有些失望，因為這是大多數人花時間享受池塘的時候。當然，一些動物，尤其是魚類，無法在乾旱期間存活。另一方面，兩棲動物通常受益於乾涸的池塘，因為這會消除蝌蚪和蠑螈（魚）的主要捕食者，並且如果幼蟲在池塘乾涸之前出現，乾旱對兩棲動物沒有任何問題。花園池塘在世界各地的許多景觀設計和園藝傳統中很受歡迎。

## 另見條目
- 群落生境
- 水庭園

## 外部連結
- UK charity Pond Conservation
- How to Measure Your Pond Volume - Metric and Imperial （页面存档备份，存于）